# Ясная Поляна (Ставропольский край)
Я́сная Поля́на — посёлок в Предгорном муниципальном округе Ставропольского края России.

## Название
- Наименование поселка возникло в связи с тем, что по преданию первые жители, искавшие место для строительства домов в холодный, пасмурный день, заметили, что на берегах реки Большой Ессентучок стоит ясная, солнечная погода
- По другой версии — название связано с объединением в 1959 году ряда мелких хозяйств с птицесовхозом «Ясная Поляна»

## География
Посёлок Ясная Поляна, расположенный на берегу реки Большой Ессентучок, находится на северном склоне Боргустанского хребта в центральной части на высоте 681 м над уровнем моря.
Расстояние до краевого центра: 200 км.
Расстояние до районного центра: 16 км.
Расстояние до города-курорта Ессентуки: 4 км.

## История
25 августа 1930 года был основан посёлок совхоз «Железнодорожный».
В 1959 году ряда мелких хозяйств вошли в птицесовхоз «Ясная поляна».
25 августа 1967 года решением исполнительного комитета Предгорного районного Совета депутатов трудящихся населённый пункт совхоз «Железнодорожный» был переименован в посёлок Ясная Поляна.
До 16 марта 2020 года посёлок был административным центром упразднённого Яснополянского сельсовета».

## Население
| 1989 | 2002  | 2010  | 2014  | 2021  |
| ---- | ----- | ----- | ----- | ----- |
| 4078 | ↗4975 | ↗5063 | ↗5100 | ↘4914 |

Национальный состав
Проживают представители почти 30 национальностей, более 60 % — русские

## Инфраструктура
- Культурно-спортивный центр[10]
- Районная детская библиотека — филиал № 32
- Яснополянская участковая больница
- Пожарная часть № 32[11]

## Образование
- Детский сад № 41[12]
- Средняя общеобразовательная школа № 26[13]

## Русская православная церковь
- Действующий приход Благовещения Пресвятой Богородицы. Относится к Кисловодскому благочинию Пятигорской и Черкесской епархии. Зарегистрирован 22 июля 1999 года
- Свято-Георгиевский женский монастырь в урочище Дубровка (на высоте 738,4 м; между посёлком Ясная Поляна и микрорайоном Белый уголь города Ессентуки)

## Памятники археологии
| Название                 | Временной период | Место положение                                                                        |
| ------------------------ | ---------------- | -------------------------------------------------------------------------------------- |
| Поселение «Ясная Поляна» | I тыс. до н. э.  | 2,5 — 3 км восточнее пос. Ясная Поляна, мыс при слиянии рек Большой и Малый Ессентучок |